# سیریزا
سیریزا (Ανοίγουμε δρόμο στην ελπίδα Anígume drómo stin elpída) که در واقع مخفف یونانی عبارتِ "ائتلاف چپ رادیکال" است، عنوان حزبی یونانی است که در سال ۲۰۰۴ به عنوان جبهه‌ای از نیروهای چپ یونان تشکیل شد. این حزب  در سال ۲۰۱۵ دارای بیشترین کرسی‌های پارلمان یونان بوده و رهبر آن یعنی آلکسیس سیپراسهم‌اکنون سِمت نخست‌وزیری کشور را در اختیار دارد.
علیرغم گنجانیدن عنوان "چپ رادیکال" در نام حزب، خط‌مشی تأییدی سیرزا در قبال سیاست‌های ریاضتی تحمیلی بر یونان، تردیدی جدی بر رادیکالیسم یا چپگرایی حزب وارد کرده‌است؛ به‌نحوی که بسیاری از آن با عنوان "خیانت" یاد می‌کنند.
این حزب ابتدا با شعار خروج از منطقهٔ پولی یورو و پایان دادن به برنامه‌های ریاضت اقتصادی وارد میدان انتخابات شد و بر این اساس نیز پیروز گردید. بااین‌حال هشت ماه پس از پیروزی در انتخابات و علی‌رغم ابراز مخالفت صریح مردم یونان با برنامه ریاضت اقتصادی طی رفراندوم عمومی ،  سیپراس در موافقت‌نامه‌ای با دولت‌های اروپایی برنامه‌ی تمدید سیاست‌های اقتصادی را امضا کرد.
این خط‌مشی سبب شکاف در حزب و جدایی بخشی از بدنه سیرزا از آن شد.
بسیاری عملکرد این حزب را نه صرفاً شکستی برای خود سیرزا   بلکه آن را شکستی برای کلیه نیروهای چپگرای یونان می‌دانند. بطوریکه به‌زعم مشاور ارشد پیشین سیپراس، "فکر تشکیل یک دولت چپگرای مترقیِ دیگر  به‌خاطر عملکرد سیرزا ناممکن شده‌است".